# Ernst Ottensamer
Ernst Ottensamer (5 de octubre de 1955 – 22 de julio de 2017) fue un músico, clarinetista,  austriaco.
Nacido en Austria, padre de una dinastía de clarinetistas (sus dos hijos lo son), fue alcalde de Wallern, un pequeño municipio en el Distrito de Grieskirchen, Alta Austria. Ottensamer Estudió clarinete en el Bruckner-Konservatorium en Linz. Continuó sus estudios en Viena en la Universidad de Música y Arte Dramático de Viena (Universität für Musik und Darstellende Kunst en Wien), donde completó sus estudios en 1979. Estudió bajo la dirección del profesor Peter Schmid.

## Datos biográficos
Ottensamer se incorporó a la orquesta de la Ópera Estatal de Viena en 1979.  En 1983 alcanzó la posición de principal clarinetista de la Orquesta Filarmónica de Viena. Estudió en la  facultad de música de la Universität für Musik und Darstellende Kunst en Viena en 1986, y posteriormente, en 2000,  logró el título de profesor universitario. Fue miembro fundador  de cuarto conjuntos musicales como el Wiener Bläserensemble (Ensemble de Viento de Viena), Wiener Virtuosen, y el Wiener Solisten Trío. Su hijo mayor Daniel Ottensamer (nacido el 26 de julio de 1986) es clarinetista de la Filarmónica de Viena y su hijo más joven Andreas Ottensamer (nacido en 1989) es el clarinetista principal de la Orquesta Filarmónica de Berlín Junto con sus dos hijos Daniel y Andreas, formó un ensamble para clarinete al que llamaron El Clarinotts  cuyo primer álbum discográfico apareció en 2009, y el segundo en 2016 poco antes de la muerte de Ernst.
Ivan Eröd compuso un concierto para tres  clarinetes para El Clarinotts, que fue estrenado por la Filarmónica de Viena en enero de 2016.
Ottensamer murió a consecuencia de un ataque al miocardio el 22 de julio de 2017. Su viuda Cecilia y sus hijos que continúan tocando juntos le sobreviven.